# No. 9r
El HMA No. 9r fue un dirigible rígido diseñado y construido por Vickers en la isla Walney, justo al lado de Barrow-in-Furness, Cumbria. Se encargó en 1913, pero no voló hasta el 27 de noviembre de 1916, cuando se convirtió en el primer dirigible rígido británico en hacerlo. Fue desmantelado en junio de 1918 después de haber volado durante unas 165 horas, principalmente en tareas experimentales.

## Diseño y desarrollo

### Antecedentes
A principios de 1913, el Comité de Defensa Imperial acordó los planes para construir un segundo dirigible rígido que sucediera al fallido HMA No. 1 (Dirigible de Su Majestad N.º 1) Mayfly, y se le pidió a Vickers que diseñara una clase mejorada de nave que incorporara todo lo que se sabía entonces sobre los zepelines. El departamento de diseño de dirigibles de Vickers se disolvió tras el fracaso del Mayfly, por lo que se formó un nuevo departamento cuando el equipo de diseño original se reunió nuevamente y se reclutó a H.B. Pratt como diseñador jefe. Pratt había estado trabajando en Vickers mientras se construía el Mayfly, había predicho que no era estructuralmente sólido y posteriormente había abandonado la empresa. Pratt a su vez contrató a Barnes Wallis, a quien había conocido mientras ambos trabajaban para la empresa de construcción naval de J. Samuel White, como su asistente.
El pedido inicial de la nueva nave se realizó el 10 de junio de 1913, los planes finales se acordaron a finales de año y se firmó un contrato formal en marzo de 1914.

### Diseño
La especificación inicial exigía un dirigible con una sustentación disponible de 5080 kg, capaz de volar a 72 km/h y mantener una altitud de 610 m (2000 pies) durante 30 minutos; sin embargo, la carga requerida se redujo posteriormente a 3150 kg. El casco era cilíndrico en la mayor parte de su longitud y estaba construido con marcos transversales de 17 lados con una quilla de sección triangular debajo. Dos góndolas estaban suspendidas de la quilla: la de proa contenía el compartimento de control y dos de los motores, y la de popa contenía una estación de control de emergencia y el par restante de motores. Además, había una cabina de radio y un comedor para la tripulación dentro de la estructura de la quilla, que también contenía los depósitos de combustible y de lastre. La propulsión estaba a cargo de cuatro motores Wolseley de 130 kW (180 hp), montados en parejas en las góndolas. Al igual que el Mayfly, fue diseñado con góndolas estancas para que pudiera operar desde el agua. El diseño se basó en parte en los planos franceses de la nave alemana Z IV, que había aterrizado en Francia el 3 de abril de 1913 tras una incursión accidental en el espacio aéreo francés, lo que permitió un examen exhaustivo.
La construcción se retrasó por diversas circunstancias. Se encontraron dificultades con la fabricación de las vigas de duraluminio para los marcos transversales, y hubo muchos cambios en el diseño, incluido el fortalecimiento del casco para que pudiera ser manejado de manera segura por tripulaciones inexpertas y el reemplazo del sistema de propulsión original de hélices pareadas montadas en los costados del casco por hélices giratorias montadas en las góndolas (como se usaban en los dirigibles contemporáneos del Ejército británico).

### Construcción
El cobertizo de construcción en el muelle Cavendish en Barrow era demasiado pequeño para el nuevo diseño, por lo que se construyó un nuevo hangar en la isla Walney, al oeste de Barrow. El nuevo cobertizo tenía 160 m de largo, 46 m de ancho y 30 m de alto, y tenía un piso de hormigón de 15 cm de espesor con rieles de manipulación empotrados en él que se extendían 140 m en el campo adyacente. Como medida de seguridad, el cobertizo tenía ocho chorros de extinción de incendios alimentados por un depósito específico. Al lado del cobertizo se instaló también una fábrica de bolsas de gas que empleaba a 100 personas.
Cuando estalló la Primera Guerra Mundial el 4 de agosto de 1914, el No. 9r estaba casi listo para su terminación y, a pesar de las demandas competitivas de materiales y mano de obra para otros proyectos, la construcción continuó durante los primeros meses de la guerra. Sin embargo, existía la sensación de que el proyecto ya no contaba con el apoyo del Almirantazgo: Winston Churchill, entonces Primer Lord del Almirantazgo, era conocido por su falta de entusiasmo hacia los dirigibles, y el 12 de marzo de 1915 canceló el encargo de la nave. Las razones esgrimidas para esta decisión fueron que se esperaba que la guerra terminara en 1915 y que la nave no estaría operativa para entonces, por lo que era un desperdicio de recursos valiosos.
El 19 de junio de 1915, después de que Churchill fuera reemplazado como Primer Lord por Arthur Balfour, se celebró una conferencia en el Almirantazgo para considerar todo el desarrollo de dirigibles. En ese momento, el programa de dirigibles no rígidos estaba demostrando ser exitoso, y en esta reunión se acordó ampliar el programa no rígido y también reanudar la construcción del HMA No. 9. Sin embargo, la reanudación de los trabajos se retrasó por la necesidad de recuperar a Pratt y Wallis, que se habían alistado en el ejército cuando se canceló la construcción. La construcción final de la nave comenzó en el otoño de ese año, pero hubo demoras en la obtención del lino de Irlanda para hacer las redes para las bolsas de gas después del Alzamiento de Pascua, y la nave no se completó hasta el 28 de junio de 1916.

## Historia operacional
El 16 de noviembre de 1916, el No. 9r abandonó su almacén y fue amarrado en el exterior para realizar pruebas de los accesorios y los motores; el primer vuelo de pruebas tuvo lugar el 27 de noviembre de 1916. Esta fue la primera vez que voló un dirigible rígido británico; sin embargo, no pudo levantar el peso contractual de 3,1 toneladas. Por lo tanto, se aligeró el peso eliminando ambos motores traseros y reemplazándolos por un solo motor que había sido rescatado del Zeppelin L 33, que había realizado un aterrizaje forzoso en Little Wigborough, Essex, el 24 de septiembre de 1916. También se instalaron bolsas de gas nuevas y más ligeras. Estas modificaciones aumentaron la capacidad de sustentación disponible a 3861 kg, y fue aceptado por la Armada en abril de 1917.
El No. 9r fue luego enviado a la estación de dirigibles del RNAS en Howden, en el East Riding de Yorkshire, donde pasó la mayor parte del tiempo utilizándose en pruebas experimentales de amarre y manejo. Desde el 17 de octubre de 1917 hasta junio de 1918 estuvo estacionado en RNAS Pulham en Norfolk, donde finalmente fue desmantelado debido a la demanda de espacio en el almacén para permitir la construcción de dirigibles más nuevos, después de haber pasado 198 horas y 16 minutos en el aire, de las cuales unas 33 horas fueron en un mástil de amarre. Aunque no pudo competir con los zepelines contemporáneos, el No. 9r proporcionó una valiosa experiencia en el manejo de un dirigible rígido y en el uso de mástiles de amarre, que se convertirían en un método único de amarre de dirigibles.

## Especificaciones
Referencia datos: Heritage

### Características generales
- Longitud: 160,3 m (526 ft)
- Planta motriz: 4× motor lineal V8 refrigerado por agua Wolseley.
  - Potencia: 130 kW (179 HP; 177 CV) cada uno.
- Diámetro: 16,15 m
- Volumen: 24 000 m3
- Sustentación útil: 3900 kg

### Rendimiento
- Velocidad máxima operativa (Vno): 69 km/h (43 MPH; 37 kt)